# Lukáš Novotný
Lukáš Novotný (* 28. února 1980) je český fotbalista, obránce.

## Fotbalová kariéra
V české lize hrál za FC Slovan Liberec. Nastoupil v 8 ligových utkáních. V nižších soutěžích hrál i za 1. FC Česká Lípa a FK Mladá Boleslav.

## Ligová bilance
| Ročník                          | Zápasy | Góly | Klub              |
| ------------------------------- | ------ | ---- | ----------------- |
| Gambrinus liga 1997/98          | 1      | 0    | FC Slovan Liberec |
| 2. česká fotbalová liga 1998/99 | 13     | 0    | 1. FC Česká Lípa  |
| Gambrinus liga 1998/99          | 4      | 0    | FC Slovan Liberec |
| Gambrinus liga 1999/00          | 3      | 0    | FC Slovan Liberec |
| 2. česká fotbalová liga 2000/01 | 14     | 1    | FK Mladá Boleslav |
| 2. česká fotbalová liga 2001/02 | 20     | 1    | FK Mladá Boleslav |
| 2. česká fotbalová liga 2002/03 | 3      | 0    | FK Mladá Boleslav |
| CELKEM 1. česká liga            | 8      | 0    |                   |